# Prieuré de Thetford
Le Prieuré de Thetford est une maison monastique clunisienne située à Thetford, dans le Norfolk, en Angleterre. Fondé en 1103 par Roger Bigod de Norfolk, Thetford est l'un des monastères les plus importants d'East Anglia.
Il ne faut pas le confondre avec le couvent dominicain de Blackfriars, Thetford, qui devient plus tard une partie de la Thetford Grammar School.

## Histoire

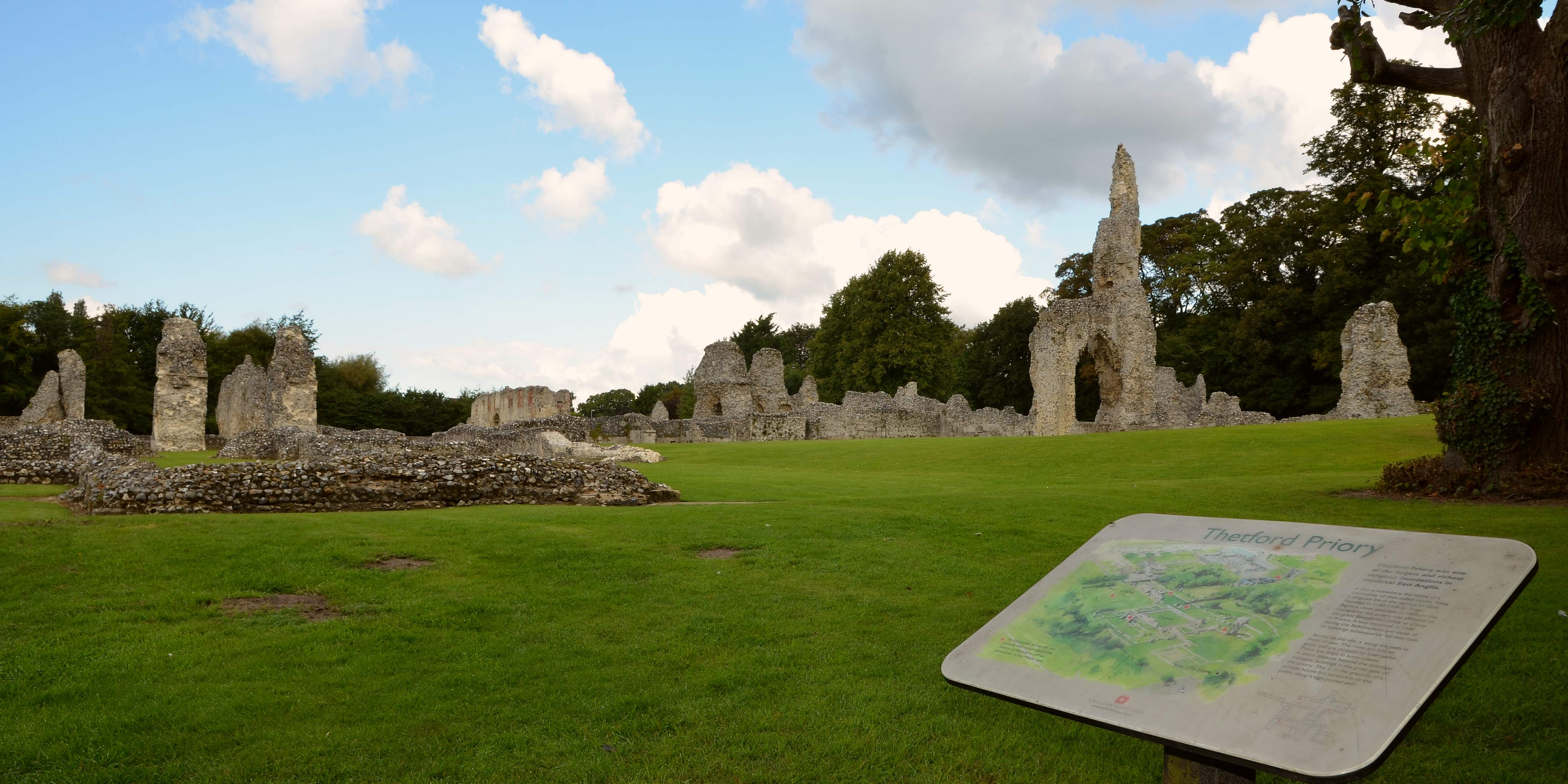
Les vestiges du Prieuré de Thetford avec le panneau d'information sur le patrimoine anglais en septembre 2017

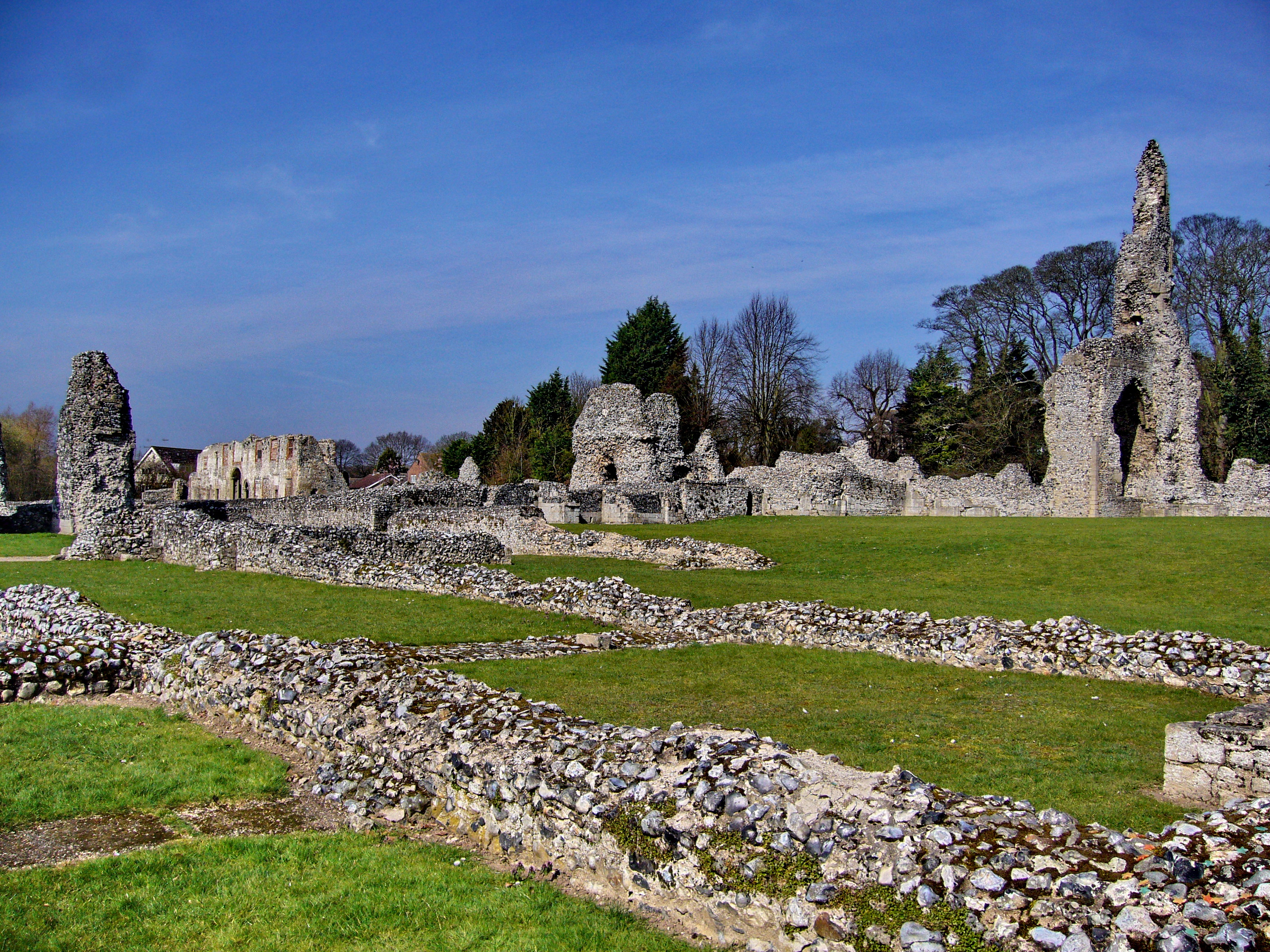
Prieuré de Thetford

L'un des monastères les plus importants d'East Anglian, le Prieuré de Thetford est fondé en 1103 par Roger Bigod de Norfolk, en lieu et place d'un vœu de pèlerinage en Terre Sainte. L'église cathédrale abandonnée des évêques d'East Anglian, du côté Suffolk de la rivière Little Ouse, est d'abord choisie comme église du nouveau prieuré, dédiée à la Sainte Vierge. Un cloître ou des cellules en bois sont érigés pour l'hébergement des moines, et des bénédictins du Prieuré de St Pancras à Lewes arrivent en 1104.
Trois ans plus tard, un nouveau prieur se rend compte que le site monastique, entouré de maisons bourgeoises, est surpeuplé, sans place pour une maison d'hôtes. Bigod leur offre alors un terrain agréable et dégagé de l'autre côté de la rivière, dans le comté de Norfolk. Les moines s'installent dans leurs nouveaux locaux le jour de la Saint-Martin 1114.
Au XIIIe siècle, la Vierge Marie serait apparue dans une vision aux habitants demandant l'ajout d'une chapelle sur le site. Lors de sa construction, on découvre qu'une vieille statue d'elle provenant de leur ancien site avait un creux dans la tête dissimulant les reliques des saints et devient une attraction pour les pèlerins. Lors d'une visite en 1390, des visiteurs de Cluny découvrent qu'il y a alors vingt-deux moines ; six messes quotidiennes, dont trois chantées ; et la dixième partie du pain est réservé à la distribution aux pauvres.
À l'époque de la dissolution des monastères, une plainte officielle est déposée par les maires et les bourgeois de Thetford auprès de Thomas Cromwell en 1539, arguant que de nombreux habitants de la ville tomberaient dans l'extrême pauvreté parce que leurs moyens de subsistance dépendent des pèlerins visitant le prieuré. Henri VIII rejette un projet proposé par Thomas Howard, 3e duc de Norfolk, visant à convertir le prieuré en collégiale. Le doyen devait être le prieur Guillaume, et les six prébendaires et les huit chanoines séculiers devaient être les moines de l'ancienne maison. Le Prieuré de Thetford est fermé en 1540 et devient une possession du duc de Norfolk.

## Description

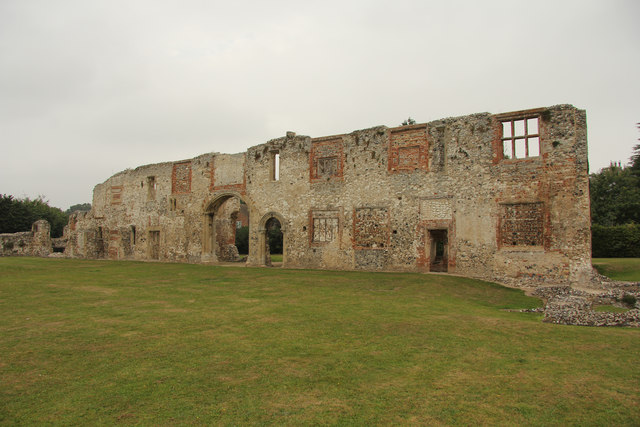
Le logement du Prieur

Il abritait les tombes de la dynastie Howard, de Henry FitzRoy, 1er duc de Richmond et Somerset, et d'autres hauts fonctionnaires de la dynastie Tudor. Même cela ne peut sauver le prieuré de la dissolution des monastères et, lors de sa fermeture en 1540 (c'est l'un des derniers prieurés à être dissous), les tombeaux Howard sont transférés à Saint Michel Archange, Framlingham.
Le Logement du Prieur est transformé en maison qui est occupée jusqu'au début du XVIIIe siècle.
Ses ruines (dont les murs inférieurs de l'église et du cloître, ainsi que l'impressionnante coquille du logement des prieurs et, accessible par un chemin depuis le site principal, une guérite presque complète du XIVe siècle) sont ouvertes au public. Le prieuré et la guérite sont des bâtiments classés Grade I. Les ruines sont réputées hantées et ont fait l'objet d'un épisode de la série télévisée Ghosthunters.
L'église du Saint-Sépulcre, un autre bâtiment classé Grade I, et faisant à l'origine partie d'un autre monastère médiéval, se trouve à 300 mètres au sud, directement de l'autre côté de la rivière Little Ouse.